# Francesco Sacrati
Francesco Sacrati, italijanski rimskokatoliški duhovnik, škof in kardinal, * 1567, Ferrera, † 6. september 1623.

## Življenjepis
5. novembra 1612 je bil imenovan za naslovnega nadškofa Damaska.
19. aprila 1621 je bil povzdignjen v kardinala.
23. maja 1622 je bil imenovan za nadškofa (osebni naziv) škofije Cesena.